# Zopherus xestus
Zopherus xestus is een keversoort uit de familie somberkevers (Zopheridae). De wetenschappelijke naam van de soort werd in 1972 gepubliceerd door Triplehorn.
De kever komt voor in woestijnachtige biotopen in de zuidelijke staten van de Verenigde Staten, met name Texas. De wetenschappelijke naam werd voor het eerst geldig gepubliceerd door Charles A. Triplehorn in 1972.
Net zoals alle andere leden van het geslacht betreft dit een lange cilindrisch gevormde kever met een zeer dik uitwendig skelet. De kever is net zoals de andere soorten die ten noorden van de Rio Grande leven zwart van kleur. De kop is grotendeels in het borststuk gelegen. Doordat het dekschild vergroeid is kan de kever niet vliegen.